# Марися Нікітюк
Марися Юріївна Нікітюк (нар. 26 жовтня 1986, Київ) — українська сценаристка та режисерка короткометражних і повнометражних фільмів.

## Життєпис

### 2007—2015: ранні роки
Закінчила у 2007 році Київський національний університет ім. Тараса Шевченка, Інститут журналістики. У 2012 році отримала магістерський диплом із театрознавства Київського національного університету театру, кіно та телебачення ім. Карпенка-Карого з дипломною роботою про традиційний та сучасний японський театр.
Працювала журналісткою, публіцисткою, театральною критикинею, є авторкою серії новел, що виходили в літературному альманасі «Святий Володимир», а також п'єс «Дачі», «Ведмеді для Маші» та «Дівчачі радості», що були представлені у форматі читок на драматургічних проєктах ЛСД (Лабораторія Сучасної Драми в Києві при ГогольФесті) та на київському драматургічному фестивалі «Тиждень актуальної пєси». «Ведмеді для Маші» отримали перше місце львівського драматургічного конкурсу Драма.ua 2010 року (від театрального фестивалю «Драбина»). Нікітюк також є авторкою оповідань «Здохни. Історія кохання», «Кавасакі Ніндзя», «Бібліотеки ненаписаних книжок», «Міф», «Суки».
У 2007—2012 роках писала про український та міжнародний театр для театрального порталу Teatre.com.ua, а також була його засновницею. З 2007 року працювала театральною критикинею та публіцисткою для журналів «ШО», «Timeout», «Личности Украины», газети «24», «ТОП-10», «Український тиждень», Polit.ua та «Українська Правда. Життя». У 2011 році виступила співорганізаторкою та співзасновницею (з Наталією Ворожбит та Андрієм Маєм) драматургічного міжнародного фестивалю «Тиждень актуальної п'єси».
2014 року вела лекції про кінорежисерів у проєкті «Свет» про Бела Тарра та Алекса ван Вармердама. Того ж року компанія UDP на Одеському міжнародному кінофестивалі нагородила проєкт повнометражного фільму «Коли падають дерева», де Марися Нікітюк була режисеркою та сценаристкою, за найкращий пітчинг.
Брала участь у кінопроєкті «Україно, goodbye!», є авторкою сценаріїв до короткометражних фільмів: «Ґауді», «Алкоголічка», «Янгол смерті», «Листопад». Авторка сценаріїв: «Сашинька», «Мама-попінз», «Ахулі», «Коли падають дерева», «Чума», «Посилка», «Яблука», «В деревах», «Мандрагора». Пише кіносценарії, новели, повісті, п'єси. Повнометражні проєкти: «Коли падають дерева», «Сансара. Сон метелика», «Брат Олень» Фільми за сценаріями Нікітюк брали участь у престижних міжнародних фестивалях у Локарно, Клермон-Феррані, у «Золотому абрикосі», Одеському МКФ та інших. Вигравали нагороди.

### 2016-дотепер: подальша кар'єра
У квітні 2016 року світ побачила «Безодня (історії судного дня)» — перша книга прози у «Видавництві Анетти Антоненко». До неї увійшли десять оповідань, що досліджують теми внутрішніх криз, морального занепаду, психологічних розладів, а також руйнування соціальних систем і уявних всесвітів. Твори вирізняючись стилістикою, що була окреслена як «поетичний треш». Центральним мотивом збірки є аналіз людської природи в умовах трансформацій українського суспільства та глобального світу.
У травні 2016 року сценарій до фільму «Коли падають дерева», написаний Нікітюк, став переможцем 10 сесії ScripTeast Award, який проводили під час Каннського кінофестивалю. В український обмежений кінопрокат фільм вийшов 13 вересня 2018 року. Того ж року Марися Нікітюк стала лауреаткою Міжнародної літературної премії імені Олеся Ульяненка за роман «Безодня».
30 січня 2021 року розпочалося фільмування повнометражного драматичного фільму «Я, Ніна», сценаристкою та режисеркою якого стала Нікітюк.

## Фільмографія

### Повнометражні фільми
- 2018: «Коли падають дерева», режисерка, сценаристка
- 2019: сценарій фільму режисера Нарімана Алієва «Додому» (спільно з Наріманом Алієвим як сценаристом). Фільм було висунуто на Оскар від України.
- 2020: «Серафима», режисерка, сценаристка
- 2021: «Я, Ніна», режисерка, сценаристка

### Короткометражні фільми
- 2013: «Алкоголічка», сценаристка (режисерка Юлія Гонтарук)
- 2014: «Листопад», сценаристка (режисерка Марія Кондакова)
- 2014: «В деревах», режисерка, сценаристка
- 2015: «Мандрагора», режисерка, сценаристка
- 2016: «Сказ», режисерка, сценаристка
- 2016: «Шнурки», сценаристка (режисер Олег Федченко)
- 2016: «Свині», сценаристка (режисер Роман Любий)

### Проєкти
- 2012: «Україно, goodbye!»: «Янгол смерті», сценаристка (режисер Володимир Тихий)
- 2012: «Україно, goodbye!»: «Ґауді», сценаристка (режисери: Аксиня Куріна, Євгенія Шевчук, Мирослава Нікітюк)
- 2012: «Україно, goodbye!»: «Швейцарський годинник», сценаристка (режисер Володимир Цивінський)

## Особисте життя

### Громадянська позиція
У червні 2018 записала відеозвернення на підтримку ув'язненого у Росії українського режисера Олега Сенцова.